# 윤춘수
윤춘수(尹春壽, 1521년 ~ ?)는 조선 중기의 문신으로. 본관은 해평이며, 자는 인로(仁老)이다. 진사시와 문과에 급제한 후 아산현감을 역임하였다. 해원군 오음 윤두수 · 해평군 월정 윤근수의 이복형이다. 고양부정의 외손자로 광평대군은 그의 외고조부이며, 서모 전주이씨 역시 광평대군의 후손이었다.
사후 증 이조참의에 추증되었다가 여러번 거듭 증직되어 뒤에 증 의정부좌찬성에 추증되었다. 임진왜란 때 윤두수, 윤근수, 윤간 및 일가족과 함께 선조를 의주까지 호종한 공로로 사후 1604년(선조 37년) 호성원종공신 3등(扈聖原從功臣三等), 1614년(광해군 6년) 8월 27일 위성원종공신 3등(衛聖原從功臣三等)에 추록되었다.

## 생애
사용(司勇)을 지내고 증 의정부좌찬성 윤희림(尹希琳)의 손자이고, 통훈대부 군자감정(通訓大夫 軍資監正)을 지내고 증 의정부영의정에 추증된 윤변과 광평대군의 손자 청안군 이영의 서녀 전주이씨의 아들이다. 계모 현씨는 현윤명(玄允明)의 딸이다. 서모 전주이씨는 광평대군의 증손 고양부정 이억손(高陽副正 李億孫)의 서녀이다. 또한 임진왜란 때의 장군 원균과도 인척관계라고 알려져 있으나, 윤춘수는 해평 윤씨이고, 원균의 처가는 파평 윤씨라서 인척관계인지는 알 수 없다.
윤담수(尹聃壽)는 그의 친형이고, 윤기수(尹期壽)는 그의 친동생이다. 그밖에 누이 1명이 있었다. 계모 현씨에게서 20년 이상 연하인 윤두수, 윤근수 형제가 태어났다. 일찍이 분가하여 충청남도 공주(公州)에 살고 있었고, 1564년의 식년과 진사시에 합격하고, 그 해의 별시문과에 합격하였다. 아산현감(牙山縣監)으로 재직 중 백성들에게 온갖 행패를 부려 원성이 높자 이지함이 이를 대신 해결하였다.
또한 충청도도사가 장계를 올려 그가 재물을 탐한다고 비난하기도 했다. 결국 1578년(선조 12년) 4월 그는 사헌부의 탄핵을 받고 파직되었다. 1592년(선조 25년) 4월 임진왜란이 터지고 선조가 의주로 피난갈 때 동생 윤두수, 윤근수 및 일가족이 선조를 의주까지 수행하였으므로 사후 원종공신에 책록되었다. 이때 그의 친동생 윤담수 등도 선조를 호종하였으므로 역시 호성원종공신 3등에 녹훈되었다.

### 사후
사후 증 이조참의에 추증되었으며, 1604년(선조 37년) 호성원종공신(扈聖原從功臣) 3등에 책록되었다. 다시 증 이조참판에 가증되고, 1614년(광해군 6년) 8월 27일 위성원종공신 3등(衛聖原從功臣三等)에 추록되었다. 뒤에 다시 여러번 거듭 추증되어 증 의정부좌찬성에 추증되었다.

## 가족 관계
생모 전주이씨는 광평대군의 손자 청안군의 서녀이고, 서모 이씨는 청안군의 조카인 고양부정의 딸이다.
- 조부 : 윤희림
- 조모 : 죽산박씨(竹山朴氏), 수안군수 박준산(朴峻山)의 딸
  - 아버지 : 윤변(尹忭)
  - 어머니 : 전주이씨(全州李氏, 광평대군의 손자 청안군 이영(淸安君 李嶸)의 서녀[6])
    - 형님 : 윤담수(尹聃壽)
    - 동생 : 윤기수(尹期壽)
    - 누이 : 해평 윤씨

  - 계모 : 현씨
    - 이복 동생 : 윤두수(尹斗壽)
    - 이복 제수 : 황씨
    - 이복 동생 : 윤근수(尹根壽)

  - 서모 : 전주이씨(全州李氏, 고양부정 이억손 (高陽副正 李億孫)의 딸[5])
    - 부인 : 김씨, 김언호(金彦浩)의 딸
      - 장남 : 윤호(尹皞, 1542년 - 1589년 1월 25일)
- 외할아버지 : 청안군 이영(淸安君 李嶸)

## 같이 보기
- 윤근수
- 윤두수
- 박팽년
- 광평대군
- 윤호
- 이지함
- 이산해
- 윤간
- 윤순지
- 윤훤